# L'Appel de Londres
L'Appel de Londres est une pièce de théâtre de Philippe Lellouche créée en 2014 au théâtre du Gymnase Marie-Bell.

## Argument
Trois expatriés français à Londres se retrouvent dans un restaurant et échangent leurs points de vue sur la France.

## Distribution (2014)
- Christian Vadim
- Vanessa Demouy
- Philippe Lellouche
- David Brécourt

## Accueil
Fabien Morin pour Le Figaro estime à propos de la pièce que « si les arguments de chacun sont parfois discutables et que certains propos semblent parfois un peu trop pétris de bons sentiments, on ne boudera pas le plaisir que cette pièce dans l'air du temps procure ». Sylviane Bernard-Gresh pour Télérama estime que les réflexions des personnages ne « vont pas bien loin », « reste que la complicité entre les acteurs, le rythme et la gaîté font passer les platitudes ». Grégoire Provost pour Marie France dit de la pièce que « Si les stéréotypes sont légions,  la véracité et la sincérité des propos font mouche ».